# كابرانس
بلدية كابرانس (بالإسبانية: Cabranes) هي بلدية تقع في منطقة أستورياس شمال غرب إسبانيا.

## الديموغرافيا
بلغ عدد سكان بلدية كابرانس 1.079 نسمة عام 2011 (وفقاً للمعهد الوطني للإحصاء الإسباني).
| 1.344 | 1.277 | 1.184 | 1.093 | 1.098 | 1.101 | 1.079 |